# وتر بيكي
وتر بيكي (9 أغسطس 1974 - ) سياسي بلجيكي، وعضو في الحزب الديمقراطي المسيحي الفلمنكي. أعيد انتخابه كعضو في مجلس النواب البلجيكي عام 2007.